# Halloween – A rémület éjszakája
A Halloween – A rémület éjszakája (eredeti cím: Halloween) 1978-ban bemutatott színes amerikai horrorfilm, amelynek rendezője John Carpenter, főszereplője Donald Pleasence volt. Ebben a filmben debütált Jamie Lee Curtis. A filmet 21 nap alatt forgatták le és ez lett minden idők legtöbb pénzt hozó független filmje. A történet szerint egy pszichopata gyilkos, aki évtizedekkel ezelőtt végzett teljes családjával, most visszatér, hogy folytassa a gyilkosságokat.

## Cselekmény
|  | Alább a cselekmény részletei következnek! |

1963-ban halloween éjszakáján egy fiatal lány, Judith lefekszik barátjával. Az aktus után a fiú elmegy, valaki pedig egy álarcban beoson a szobába, és több késszúrással végez a lánnyal. Ezután kimegy a ház elé, ahol egy házaspár megszólítja őt, és leveszik a maszkot az arcáról. Kiderül hogy a gyilkos a hatéves Michael, Judith öccse. 
15 évvel később, 1978. október 30.-án egy esős éjszakán, egy pszichológus és egy ápolónő a Smith's Grove-i elmegyógyintézetbe tart. Útjuk során megtudjuk hogy Dr. Loomis, Michael Myers kezelőorvosa. Odaérvén a szanatóriumba, látják hogy a betegek szabadon járkálnak, kint az udvaron. Loomis épp belépne az intézet kapuján, amikor az egyik beteg ráugrik az autóra és az ápolónő Marion, ijedtében kiszáll abból, a férfi pedig elhajt az éjszakában. Megtudjuk, hogy Myers szökött meg. Másnap reggel egy fiatal lány Laurie, épp az iskolába tart. Egy kisfiú akire vigyázni szokott, Tommy is csatlakozik hozzá. A lány édesapja kérésére, aki ingatlanos a Myers házhoz siet, hogy a ház kulcsát elhelyezze a lábtörlő alatt. Tommy félve, elmeséli hogy milyen pletykákat terjesztenek arról a házról, majd elköszön és elsiet. Miközben látjuk hogy Laurie dúdolgatva sétál tovább, egy álarcos alakot láthatunk meg, amint a lányt bámulja. Eközben Dr. Loomis, elindul Myers szülővárosába, hogy megakadályozza a borzalmakat, egy holttestét is felfedez útja során, akit a maszkos ölt meg, hogy elvegye a járművét és a ruháját.  Később az iskolában, az órán Laurie meglátja őt, de nem nagyon foglalkozik vele. Délután két barátnője Annie és Linda társaságában hazafelé tart, amikor egy különös autós hajt el mellettük, és Laurie-nak eszébe jut, hogy a maszkos ember mellett épp ilyen autót látott, vagyis ő az. Otthon, Laurie ismét látni véli az alakot az ablakából, már-már azt hiszi megbolondult. Este Laurie és Annie egymás szembe szomszédságában bébiszitterkedik. Dr. Loomis és a helyi sheriff Leigh Brackett (Annie édesapja), tovább keresik a maszkost. A lány, Laurie gondjaira bízza a kis Lindsay-t, amíg ő elmegy a barátjához, Paul-hoz. A kocsiban Myers fojtogatni kezdi, és elvágja a torkát. Linda eközben Lindsay-ék házában lefekszik a barátjával, azonban őket is megöli a gyilkos: Bob-ot leszúrja; Linda-t pedig megfojtja a telefonkábellel, miközben Laurie-val beszél. Laurie aggódva barátaiért, lefekteti a gyerekeket és átmegy a Wallace házba. Megtalálja barátai holttestét, majd a sarokban lapuló gyilkos, támadásba lendül. Laure sikeresen elmenekül, és berohan Tommy-ék házába. Myers ott is felbukkan, de Laurie védekezés képpen, megszúrja a nyakát egy kötőtűvel. Felmegy az emeletre hogy megnyugtassa a gyerekeket, ám egyszer csak a lépcső tetején megjelenik a maszkos. A lány gyorsan bezárja a gyerekeket, a kisfiú szobájába, míg ő bemenekül a szülők szobájában lévő gardróbba. Michael felfedezi rejtekhelyét, de a lány bátran megsebesíti őt, a férfi pedig eszméletét veszti. Gyorsan kihívja a gyereket és elküldi őket segítségért. Loomis meglátván a házból kirohanó két rémült gyermeket az utcán, azonnal felsiet a házba, ahol Laurie éppen dulakodik a feltámadt Myers-el. Többször lelövi őt, és Michael kiesik az ereszen. Laurie rémülten sírdogál, míg a doktor kinéz az emeletről: Myers eltűnt.
|  | Itt a vége a cselekmény részletezésének! |

## Szereplők
| Szerep                | Színész             | Magyar hang       | Szerep                                              |
| --------------------- | ------------------- | ----------------- | --------------------------------------------------- |
| Laurie Strode         | Jamie Lee Curtis    | Balázs Ágnes      | Annie és Linda barátnője, Myers kiszemelt áldozata. |
| Dr. Sam Loomis        | Donald Pleasence    | Dobránszky Zoltán | Myers kezelőorvosa.                                 |
| Annie Brackett        | Nancy Kyes          | Bíró Anikó        | Laurie és Linda barátnője, a sheriff lánya.         |
| Lynda van der Klok    | P.J. Soles          | Báthory Orsolya   | Laurie és Annie barátnője, Bob párja.               |
| Leigh Brackett seriff | Charles Cyphers     | Orosz István      | Annie apja, ő segíti a doktort Myers keresésében.   |
| Michael Myers         | Nick Castle         | nem szólal meg    | A maszkos gyilkos.                                  |
| Bob Simms             | John Michael Graham | Damu Roland       | Linda párja.                                        |

## Fordítás
- Ez a szócikk részben vagy egészben  a   Halloween (1978 film) című angol Wikipédia-szócikk fordításán alapul.  Az eredeti cikk szerkesztőit annak laptörténete sorolja fel. Ez a jelzés csupán a megfogalmazás eredetét és a szerzői jogokat jelzi, nem szolgál a cikkben szereplő információk forrásmegjelöléseként.